# .net

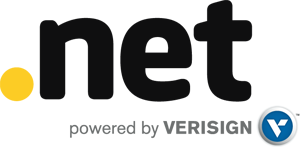

این دامنه یک دامنهٔ عام اینترنتی می‌باشد که در سیستم نامگذاری اینترنت کاربرد دارد و در سال ۱۹۸۵ ساخته شده‌است. این دامنه در حال حاضر توسط شرکت وری‌ساین اداره می‌شود.
net مخفف Network است و این نوع Domain معمولاً توسط شبکه هائی مانند شبکه‌های اطلاع‌رسانی، شرکتهای اینترنتی و سایر موارد مشابه مورد استفاده قرار می‌گیرد.